# Marian Ghiveciu
Marian Ghiveciu (n.15 aprilie 1969, Pogoanele, Județul Buzău) este un fost politician român care a fost membru al Parlamentului României. În urma alegerilor parlamentare din 30 noiembrie 2008, a fost ales deputat de Buzău din partea Partidului Social Democrat. Este Președinte Executiv al Organizației PSD Buzău. La data de 29 septembrie 2015, Marian Ghiveciu a demisionat din Camera Deputaților. În cadrul activității sale parlamentare din legislatura 2008 - 2012, Marian Ghiveci a fost membru în grupurile parlamentare de prietenie cu Arabia Saudită, Ungaria, Republica Thailanda și Albania. În cadrul activității sale parlamentare din legislatura 2012 - 2016, Marian Ghiveci a fost membru în grupurile parlamentare de prietenie cu Republica Panama, Republica Thailanda și Republica Islamică Iran. 

## Condamnare penală
Fostul deputat PSD Marian Ghiveciu a fost condamnat definitiv la 3 ani de închisoare cu suspendare pentru instigare la infracțiunea de abuz în serviciu contra intereselor persoanelor, într-un dosar legat de retrocedarea nelegală a unor terenuri din comuna Merei, județul Buzău, în 2016.  Pe data de 22 decembrie 2020, fostul deputat Marian Ghiveciu a fost din nou trimis în judecată de Parchetul General fiind acuzat că și-ar fi falsificat declarațiile de avere și de interese.